# 레요니슴
레요니슴(rayonnisme) 또는 광선주의(光線主義)는 유럽 전위 미술 사조의 영향을 받아 20세기의 러시아에서 가장 일찍 싹튼 전위 운동이다. 미하일 라리오노프와 그의 아내 나탈리아 곤차로바에 의해 주창되고 또 추진되었다. 큐비즘(특히 오르피즘)과 미래파와의 총합을 지향하여, 색채를 독자적인 법칙성과 운동성에 의해서 질서를 갖도록 화면에 예각적(銳角的)인 색채 형태를 다차원적으로 배합해 가는 추상화다.
1913년에 발표된 마니페스트는 다음의 구절로 시작한다. "현대의 수호신－그것은 바지이며, 야크이며, 버스이며, 비행기며, 철도며, 호화선이다. 무어라 말할 수 없는 불가사의！ 비교도 할 수 없는 세계사의 이 커다란 에폭！ 이러한 시대에 개성이 다 무어냐, 우리들은 예술작품에 있어서 개성의 가치를 부정한다." 즉 기계시대의 현실을 솔직하게 인정하고, 그 인식에 입각하여 개성적이고 정감적인 과거의 묘사적 회화를 부정하여 순수한 색과 형식의 콤퍼지션을 행하려는 것을 목적으로 한 것이다. 혁명 전야의 러시아에는 이러한 미의식(美意識)의 변혁이 그대로 정치적인 자유에의 희구와 권위에 대한 반항으로 통하였던 것이다. 이 점은 미술의 테두리 안의 개혁과는 다른 격렬함을 지니고 있었다. 마니페스트의 끝 구절에는 '그리하여 예술의 참다운 자유가 시작되어 삶은 예술의 법칙으로 형성된다'라는 말로 맺어져 있다. 1914년 라리오노프 부처는 레요니슴의 전람회를 파리에서 개최하였는데 거기엔 아폴리네르가 카탈로그의 서문을 써서 소개를 하였다. 그러나 레요니슴의 주장은 국제적인 무대에서 널리 공감을 불러일으킬 운동이 되지는 못하였다. 라리오노프는 후에 파리로 이주하여 오로지 무대미술의 분야에 새로운 경지를 개척해 갔으며, 여기에는 러시아의 민족적 장식미술에서 출발한 아내 나탈리아의 협력이 큰 추진력이 되었다.

## 같이 보기
- 광선 추적

## 참고 문헌
- 이 문서에는 다음커뮤니케이션(현 카카오)에서 GFDL 또는 CC-SA 라이선스로 배포한 글로벌 세계대백과사전의 내용을 기초로 작성된 글이 포함되어 있습니다.